# Tigran Hamasyan
Tigran Hamasyan (en armenio: Տիգրան Համասյան; nacido el 17 de julio de 1987) es un pianista y compositor de jazz armenio. Interpreta principalmente composiciones originales, fuertemente influenciadas por la tradición folclórica armenia, utilizando a menudo sus escalas y modalidades. Además de esta influencia folclórica, Hamasyan está influenciado por las tradiciones del jazz estadounidense y, hasta cierto punto, como en su álbum "Red Hail", por el rock progresivo. Su álbum en solitario "A Fable" está fuertemente influenciado por la música folclórica armenia. Incluso en sus composiciones de jazz más abiertas y en sus interpretaciones de piezas de jazz conocidas, sus improvisaciones a menudo contienen adornos basados en escalas de las tradiciones de Oriente Medio/Suroeste de Asia.

## Primeros años de vida
Hamasyan nació en Gyumri, Armenia. Sus ancestros eran de la región de Kars. Su padre era joyero y su madre diseñaba ropa. A los tres años, empezó a tocar melodías en el piano de su familia, y asistió a una escuela de música desde los seis años. De niño, soñaba con ser guitarrista de thrash metal.
Estudió jazz desde los nueve años y, durante su adolescencia, intentó incorporar melodías folclóricas locales en improvisaciones de formato jazz. En esta etapa, Hamasyan fue influenciado por los compositores armenios Arno Babajanian y Avet Terterian. Hamasyan, junto con sus padres y su hermana, se mudó a Ereván cuando tenía unos 10 años, y luego a California cuando tenía 16. Actualmente reside en Ereván, Armenia.

## Carrera
Hamasyan grabó su primer álbum, World Passion, a la edad de 18 años. Pasó gran parte de 2013 en Armenia, donde ayudó a desarrollar su interés por la música folklórica.

## Premios
- 2002: 3.er Premio Concurso Internacional de Piano-Jazz Martial Solal (París).
- 2003: 1.er Premio Jazz à Juan Révélations  en la categoría de instrumental Jazz.
- 2003: 1.er Premio Prix de la Critique et du Public "," Concours de Piano du Festival de Jazz de Montreux".
- 2005: 3.er Premio Concours de Piano-Jazz de Moscou.
- 2005: 1.er 8ème Concours de Solistes de Jazz de Mónaco.
- 2006: 1.er Premio Thelonious Monk Institute of Jazz .[6]
- 2006: 2.o Premio Concurso Internacional de Piano-Jazz Martial Solal.

## Discografía

### Álbumes

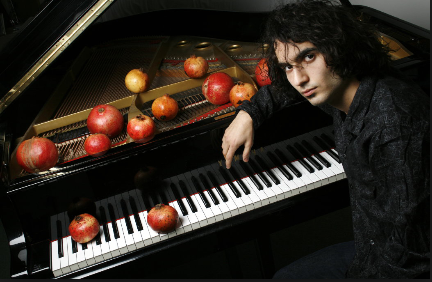
Disco ¨Una fábula¨

| Años | Álbum                    | Discográfica     | Mejor Posición | Mejor Posición |
| Años | Álbum                    | Discográfica     | BEL (Wa)       | FR             |
| ---- | ------------------------ | ---------------- | -------------- | -------------- |
| 2006 | World Passion            | Nocturne         | –              | –              |
| 2007 | New Era                  | Plus Loin Music  | –              | –              |
| 2009 | Aratta Rebirth: Red Hail | Plus Loin Music  | –              | –              |
| 2011 | A Fable                  | Verve            | –              | 70             |
| 2013 | Shadow Theater           | Verve            | 127            | 63             |
| 2015 | Mockroot                 | Nonesuch Records | –              | –              |
| 2015 | Luys i Luso              | ECM Records      | –              | 68             |
| 2017 | An Ancient Observer      | Nonesuch Records | 111            | 191            |

### EP
- EP N º 1  (2011) Fecha de lanzamiento exclusivamente en vinilo y descarga digital

### Colaboraciones
- 2010:  Abu Nawas Rhapsody  con Dhafer Youssef (Jazzland Records)
- 2012:  Liberetto  con Lars Danielsson (La Ley de Sociedades)
- 2013:  Jazz-Iz Cristo  con Serj Tankian, Valeri Tolstov & Tom Duprey